# 60 Baby's per Uur
60 Baby's per Uur (Engels: One Born Every Minute) is een Britse documentaire en realitysoap over het leven in een kraamkliniek. In het Verenigd Koninkrijk wordt de documentaire uitgezonden op Channel 4, in Nederland werd 60 Baby's per Uur uitgezonden op SBS6.